# Commes
Commes est une commune française située dans le département du Calvados en région Normandie, peuplée de 470 habitants.

## Géographie
Commes est située sur la butte d'Escures, à deux kilomètres de Port-en-Bessin et à huit kilomètres au nord de Bayeux.

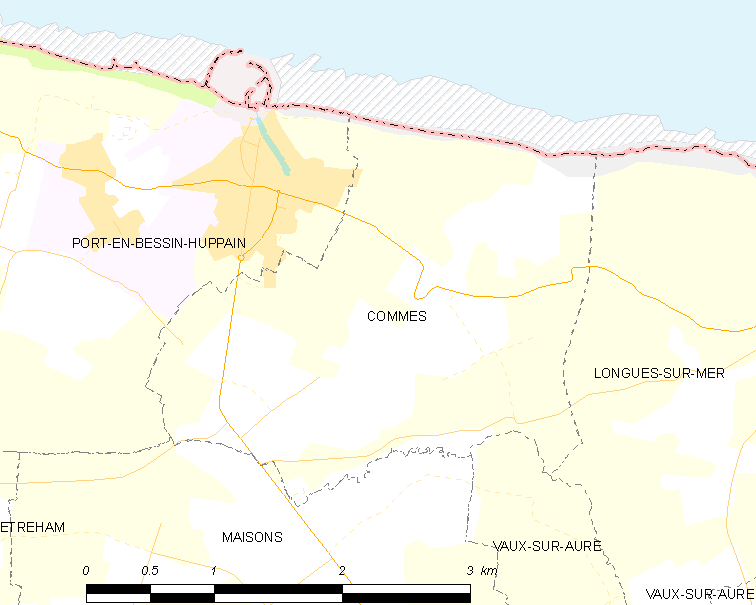
Carte de la commune.

| Port-en-Bessin-Huppain | Mer de la Manche | Mer de la Manche, Longues-sur-Mer |
| Port-en-Bessin-Huppain | Commes           | Longues-sur-Mer                   |
| Maisons                | Maisons          | Longues-sur-Mer, Vaux-sur-Aure    |

### Hydrographie
La commune est située dans le bassin Seine-Normandie. Elle est drainée par l'Aure, le ruisseau de la Fossette, le Pertes Karstiques de l'Aure, le ruisseau du Ponchot et divers autres petits cours d'eau,.
L'Aure, d'une longueur de 82 km, prend sa source dans la commune de Caumont-sur-Aure et se jette  dans la Vire en limite d'Osmanville, Isigny-sur-Mer et Carentan-les-Marais, après avoir traversé 26 communes. Les caractéristiques hydrologiques de l'Aure sont données par la station hydrologique située sur la commune de Maisons. Le débit moyen mensuel est de 3,59 m3/s. Le débit moyen journalier maximum est de 61,9 m3/s, atteint lors de la crue du 26 janvier 1995. Le débit instantané maximal est quant à lui de 71,8 m3/s, atteint le même jour.

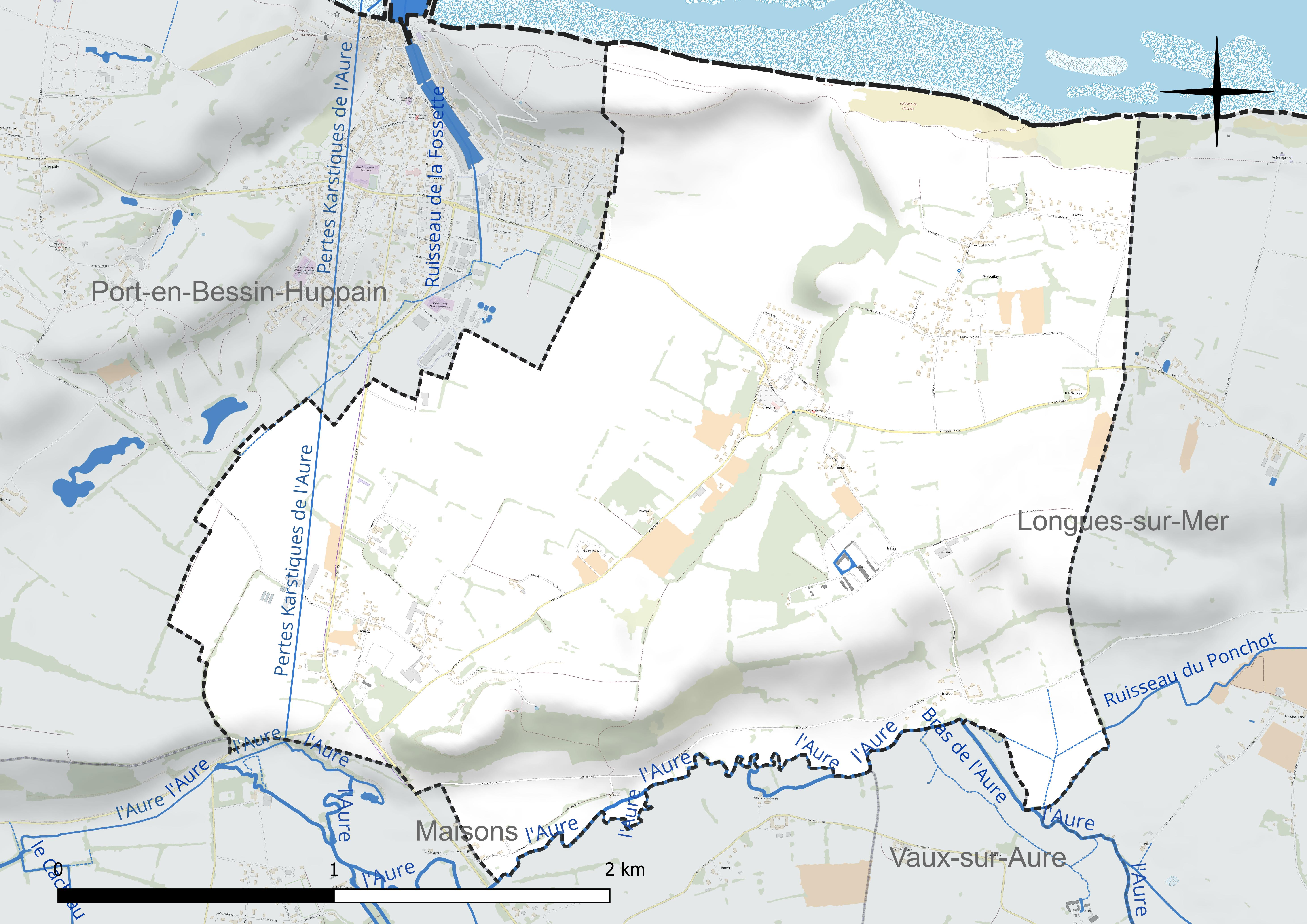
Réseau hydrographique de Commes.

### Climat
Pour des articles plus généraux, voir Climat de la Normandie et Climat du Calvados.
En 2010, le climat de la commune est de type climat océanique franc, selon une étude du CNRS s'appuyant sur une série de données couvrant la période 1971-2000. En 2020, Météo-France publie une typologie des climats de la France métropolitaine dans laquelle la commune est exposée à un climat océanique et est dans la région climatique Normandie (Cotentin, Orne), caractérisée par une pluviométrie relativement élevée (850 mm/a) et un été frais (15,5 °C) et venté. Parallèlement le GIEC normand, un groupe régional d'experts sur le climat, différencie quant à lui, dans une étude de 2020, trois grands types de climats pour la région Normandie, nuancés à une échelle plus fine par les facteurs géographiques locaux. La commune est, selon ce zonage, exposée à un « climat des plateaux abrités », correspondant à la plaine agricole de Caen à Falaise, sous le vent des collines de Normandie et proche de la mer, se caractérisant par une pluviométrie et des contraintes thermiques modérées.
Pour la période 1971-2000, la température annuelle moyenne est de 10,7 °C, avec  une amplitude thermique annuelle de 11,4 °C. Le cumul annuel moyen de précipitations est de 806 mm, avec 13,3 jours de précipitations en janvier et 8,2 jours en juillet. Pour la période 1991-2020, la température moyenne annuelle observée sur la station météorologique la plus proche, située sur la commune de Balleroy-sur-Drôme à 19 km à vol d'oiseau, est de 11,2 °C et le cumul annuel moyen de précipitations est de 924,3 mm,. Pour l'avenir, les paramètres climatiques de la commune estimés pour 2050 selon différents scénarios d'émission de gaz à effet de serre sont consultables sur un site dédié publié par Météo-France en novembre 2022.

## Urbanisme

### Typologie
Au 1er janvier 2024, Commes est catégorisée commune rurale à habitat dispersé, selon la nouvelle grille communale de densité à 7 niveaux définie par l'Insee en 2022.
Elle est située hors unité urbaine. Par ailleurs la commune fait partie de l'aire d'attraction de Bayeux, dont elle est une commune de la couronne,. Cette aire, qui regroupe 29 communes, est catégorisée dans les aires de moins de 50 000 habitants,.
La commune, bordée par la baie de Seine, est également une commune littorale au sens de la loi du 3 janvier 1986, dite loi littoral. Des dispositions spécifiques d'urbanisme s'y appliquent dès lors afin de préserver les espaces naturels, les sites, les paysages et l'équilibre écologique du littoral, tel le principe d'inconstructibilité, en dehors des espaces urbanisés, sur la bande littorale des 100 mètres, ou plus si le plan local d'urbanisme le prévoit.

## Toponymie
Le nom de la localité est attesté sous la forme Combes en 1216, Commes en 1270, puis Cômes en 1801.
L'origine de ce toponyme est incertaine. Il peut être issu d'un anthroponyme gaulois, tel que Commos ou Commus, ou latin tel que Comus. Il peut aussi être hérité du latin communis, « commun », faisant référence à des terrains de la commune (dans son sens féodal). La forme la plus ancienne peut quant à elle faire penser au gaulois cumba, « vallée », le village étant situé dans un vallonnement.
Le gentilé est Commésien.

## Histoire
Des fouilles archéologiques réalisées à partir de 2007 ont mis au jour une présence humaine dès le Néolithique ou l'âge du bronze au camp du mont Cavalier de la butte d'Escures,.

## Politique et administration
| Période                                  | Période   | Identité           | Étiquette | Qualité                      |
| ---------------------------------------- | --------- | ------------------ | --------- | ---------------------------- |
| 1989                                     | mars 2014 | Michel de Gouville | SE        | Expert judiciaire            |
| mars 2014                                | En cours  | Fernand Poret      | SE        | Cadre commercial en retraite |
| Les données manquantes sont à compléter. |           |                    |           |                              |

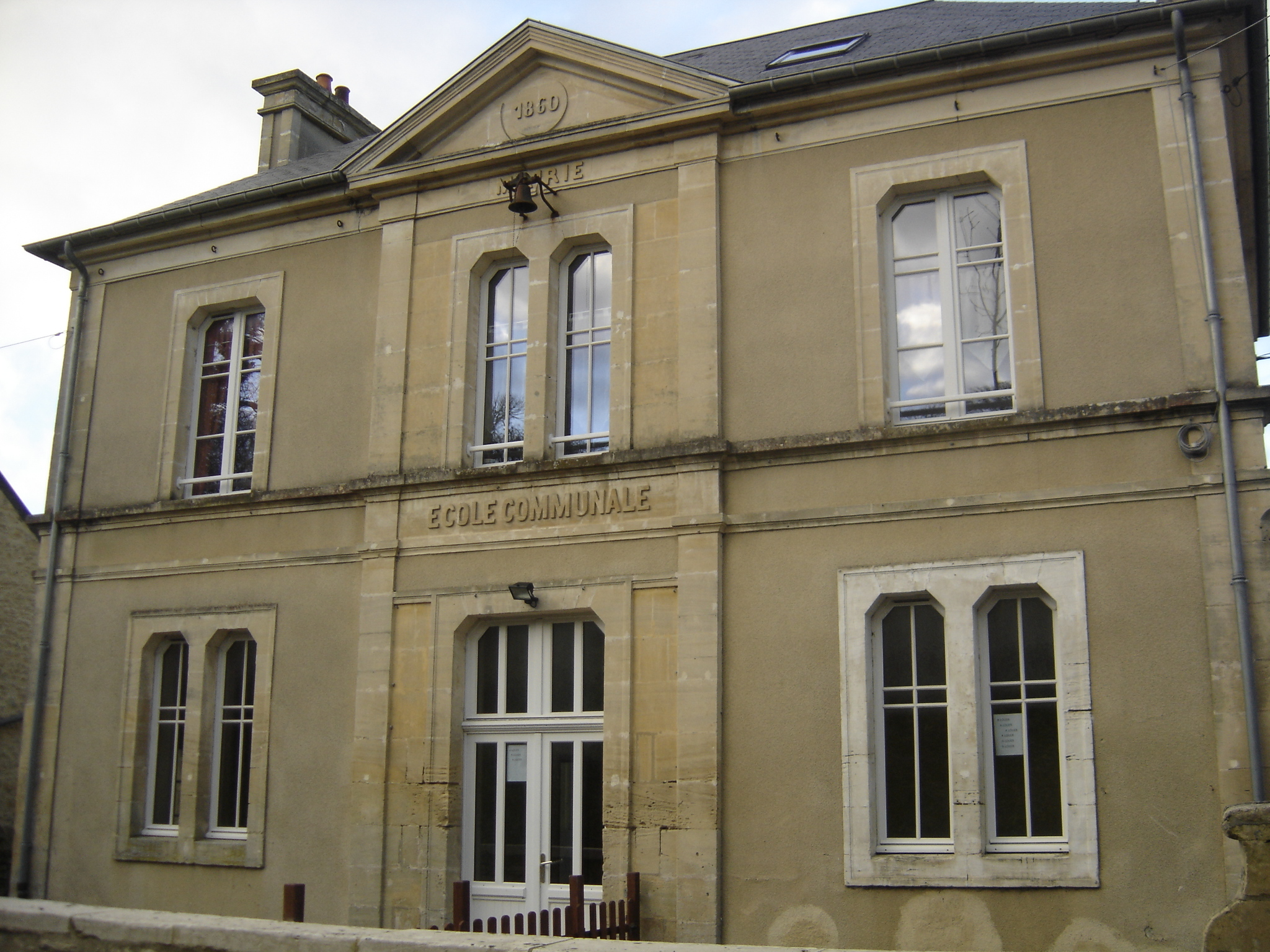
La mairie-école.

Le conseil municipal est composé de onze membres dont le maire et trois adjoints.

## Population et société

### Démographie
L'évolution du nombre d'habitants est connue à travers les recensements de la population effectués dans la commune depuis 1793. Pour les communes de moins de 10 000 habitants, une enquête de recensement portant sur toute la population est réalisée tous les cinq ans, les populations de référence des années intermédiaires étant quant à elles estimées par interpolation ou extrapolation. Pour la commune, le premier recensement exhaustif entrant dans le cadre du nouveau dispositif a été réalisé en 2006.
En 2022, la commune comptait 470 habitants, en évolution de +17,5 % par rapport à 2016 (Calvados : +1,58 %, France hors Mayotte : +2,11 %).
Au premier recensement républicain, en 1793, Commes comptait 571 habitants, population jamais atteinte depuis.
| 1793 | 1800 | 1806 | 1821 | 1831 | 1836 | 1841 | 1846 | 1851 |
| ---- | ---- | ---- | ---- | ---- | ---- | ---- | ---- | ---- |
| 571  | 432  | 268  | 408  | 448  | 450  | 509  | 473  | 485  |

| 1856 | 1861 | 1866 | 1872 | 1876 | 1881 | 1886 | 1891 | 1896 |
| ---- | ---- | ---- | ---- | ---- | ---- | ---- | ---- | ---- |
| 460  | 479  | 482  | 460  | 463  | 435  | 413  | 414  | 394  |

| 1901 | 1906 | 1911 | 1921 | 1926 | 1931 | 1936 | 1946 | 1954 |
| ---- | ---- | ---- | ---- | ---- | ---- | ---- | ---- | ---- |
| 385  | 371  | 352  | 334  | 357  | 335  | 286  | 323  | 348  |

| 1962 | 1968 | 1975 | 1982 | 1990 | 1999 | 2006 | 2011 | 2016 |
| ---- | ---- | ---- | ---- | ---- | ---- | ---- | ---- | ---- |
| 350  | 324  | 278  | 360  | 382  | 397  | 411  | 391  | 400  |

| 2021 | 2022 | - | - | - | - | - | - | - |
| ---- | ---- | - | - | - | - | - | - | - |
| 457  | 470  | - | - | - | - | - | - | - |

### Sports
Le Football Club de Commes est un club de football amateur (association loi de 1901) agréé par l'État et reconnu par la direction départementale des sports. Officiellement créé en novembre 2013, le Football Club de Commes fait évoluer deux équipes de football en 3e division de district.
Le FC Commes termine à la 3e place de son championnat de quatrième division en 2014-2015, derrière l'ES Isigny et l'AS Saint-Vigor-le-Grand. Le club bénéficie du soutien du joueur professionnel de football Aurélien Montaroup, ancien pro du Stade Malherbe Caen Calvados Basse-Normandie évoluant aujourd'hui à l'Union sportive Créteil-Lusitanos[réf. nécessaire].

## Culture locale et patrimoine

### Lieux et monuments
- Oppidum du Mont-Castel[36].
- Château du Bosq, du XVIIIe siècle.
- Église Notre-Dame du XIe siècle reconstruite en 1897. Elle est inscrite au titre des Monuments historiques depuis le 22 octobre 1926[37].
- Manoir de Commes : reconstruit entre 1869 et 1873 par l'architecte Jean-Louis Pascal, Prix de Rome en 1866.
- Château d'Escures, du XVIIIe siècle.
- Grange aux dîmes et ferme de l'église, porche de 1616.
- Les falaises du Bouffay.

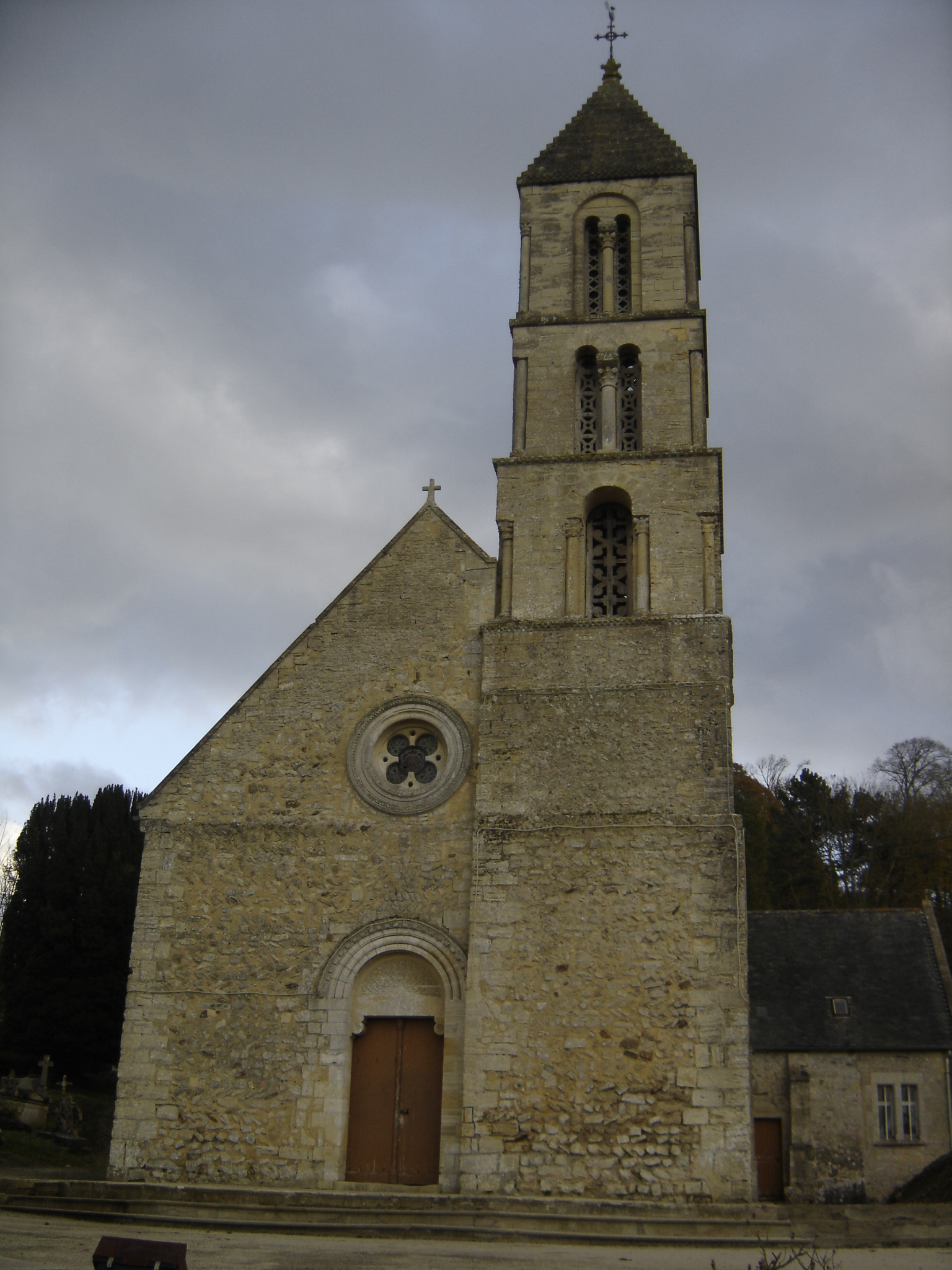
L'église Notre-Dame.
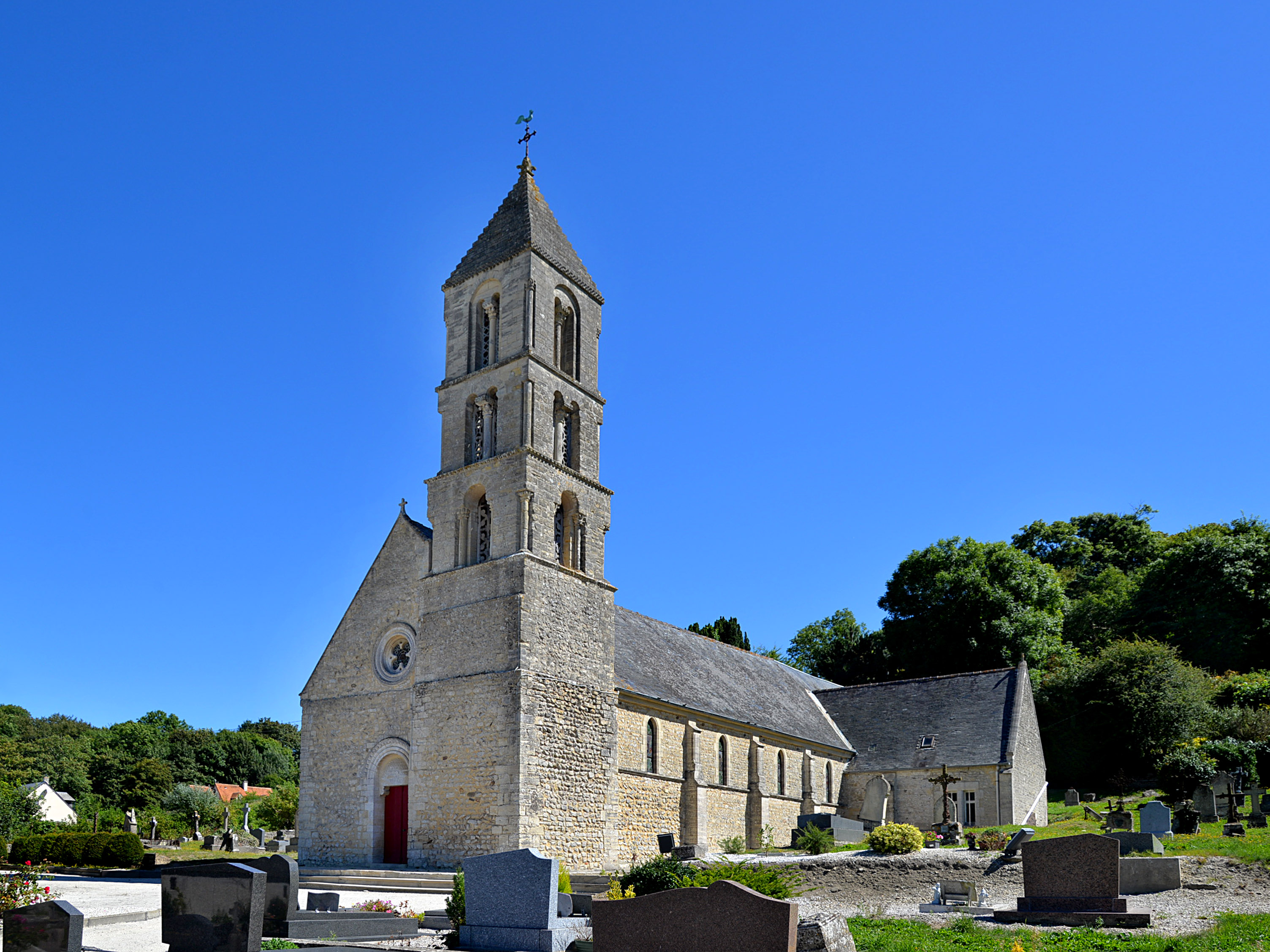
L'église Notre-Dame.
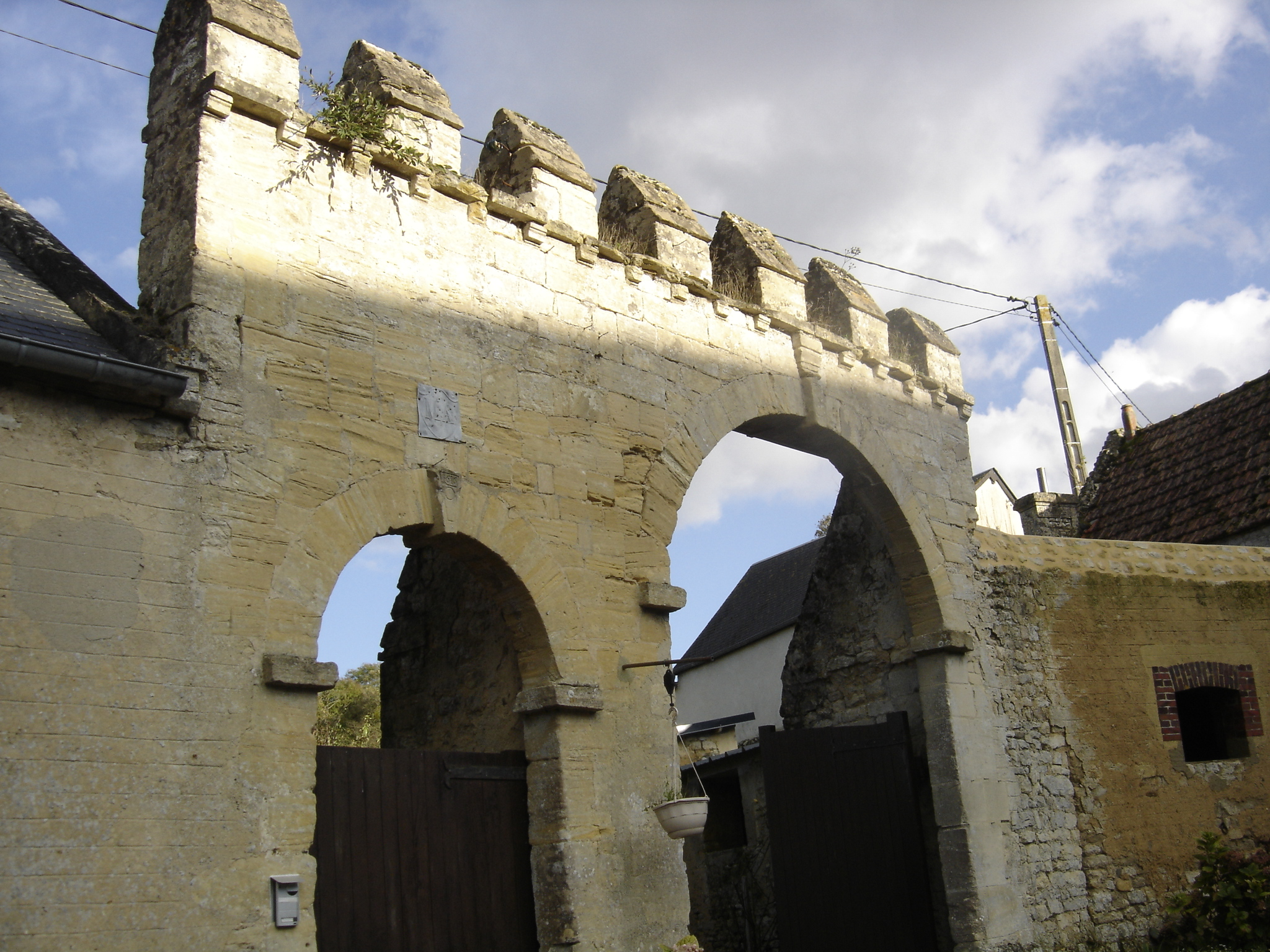
Le porche de la ferme de l'Église.
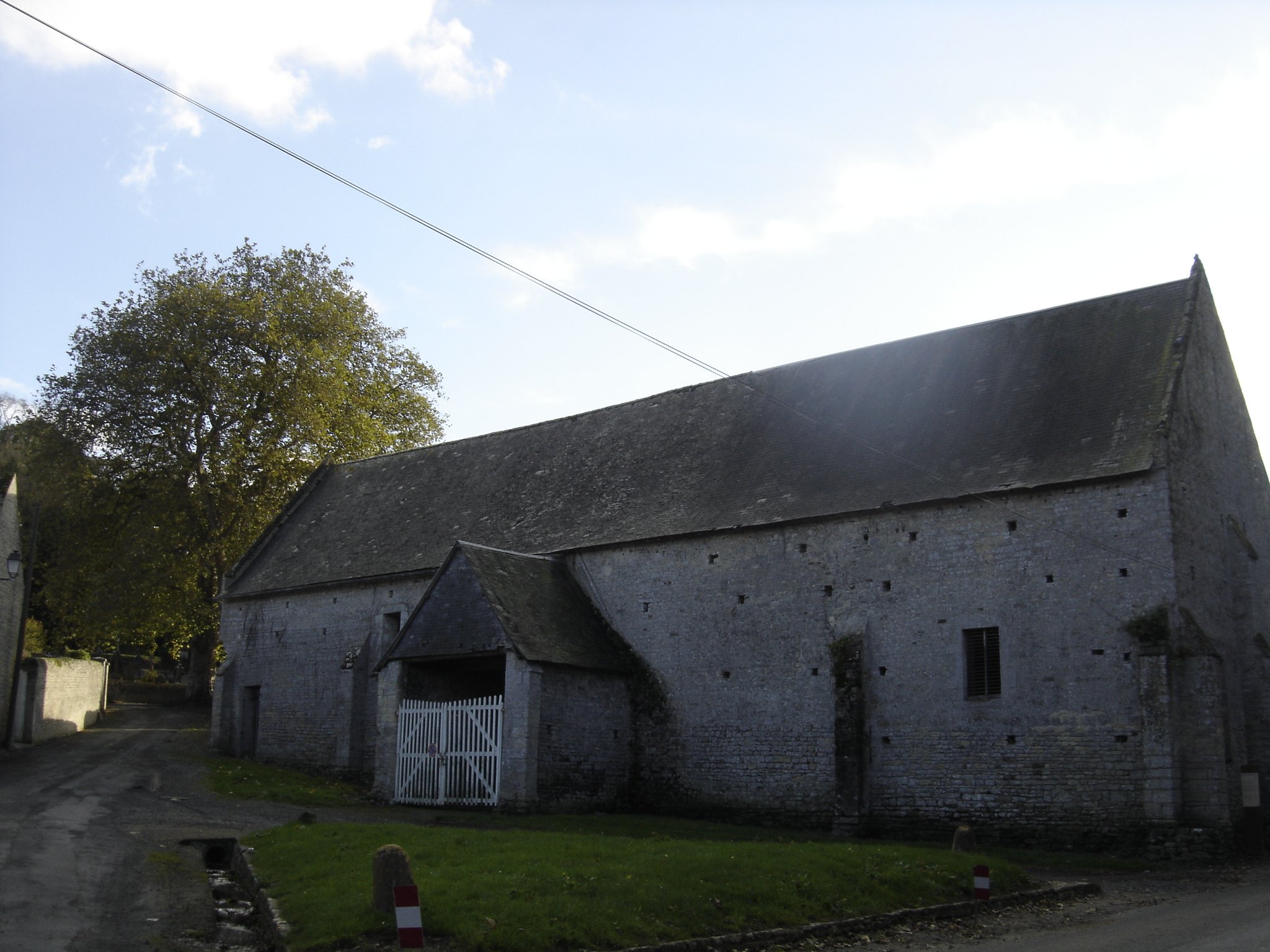
La grange aux dîmes.
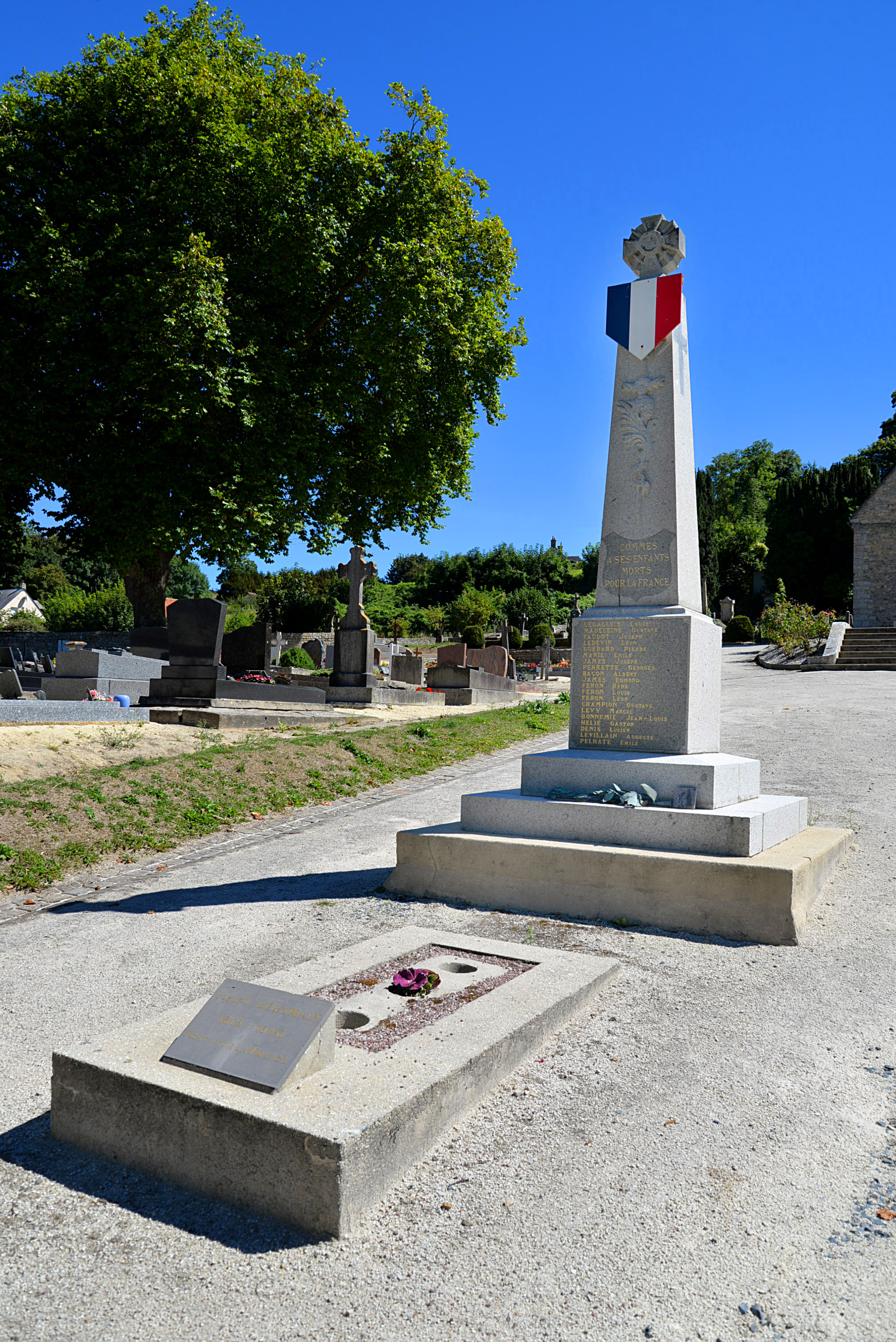
Le monument aux morts.

Cartes postales anciennes
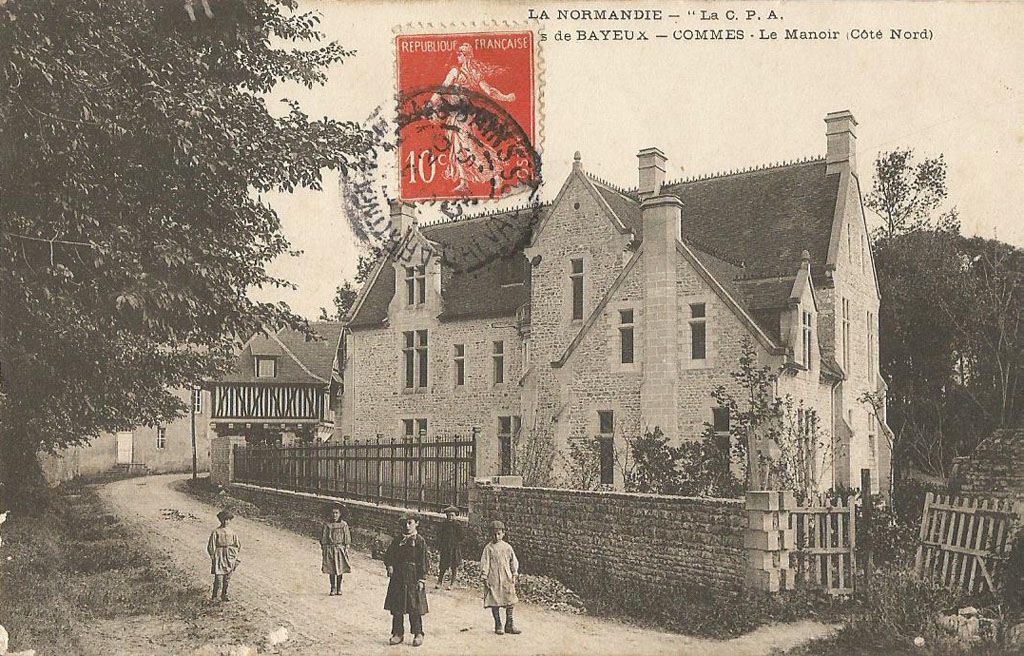
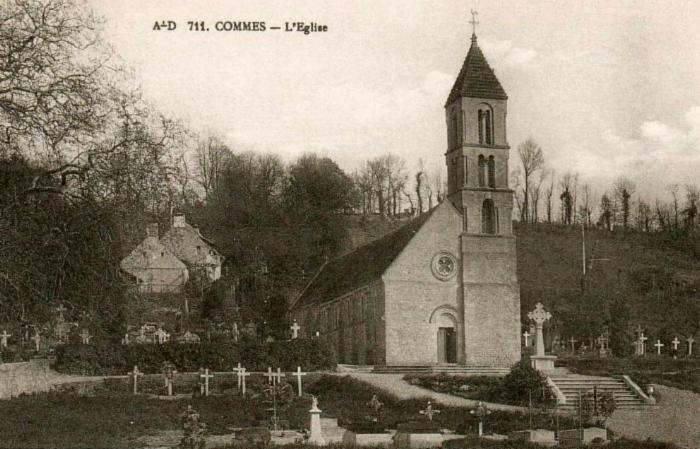
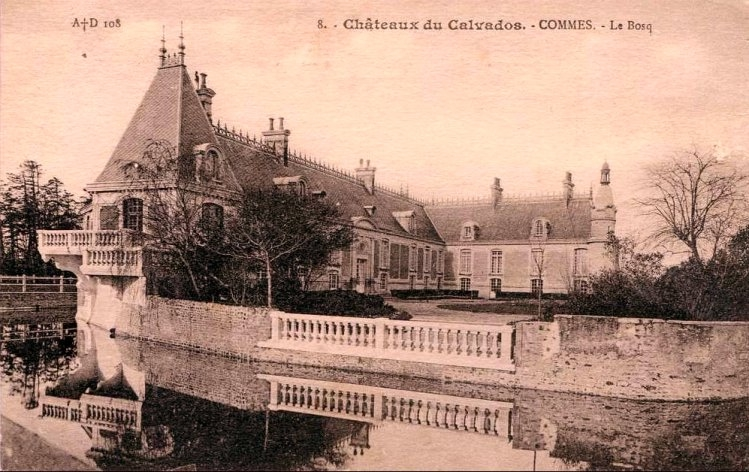
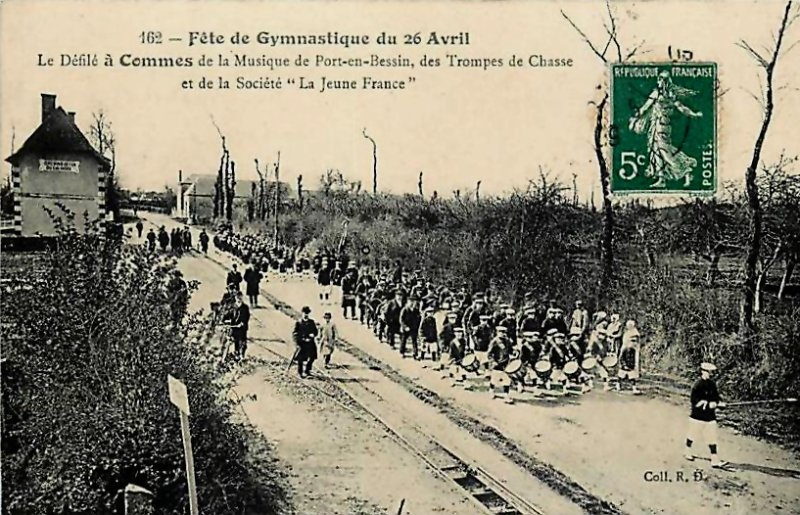
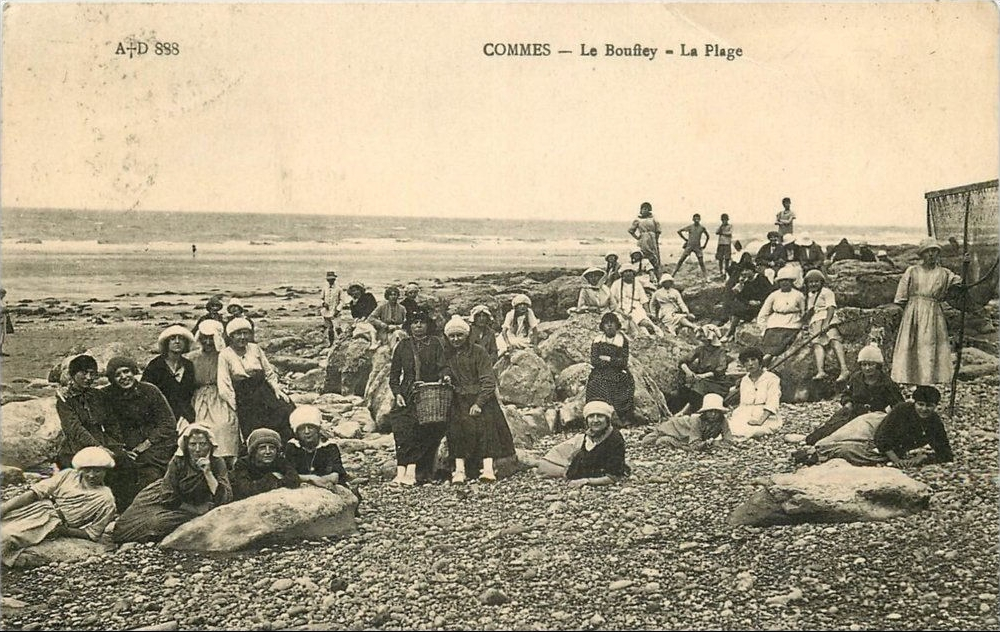
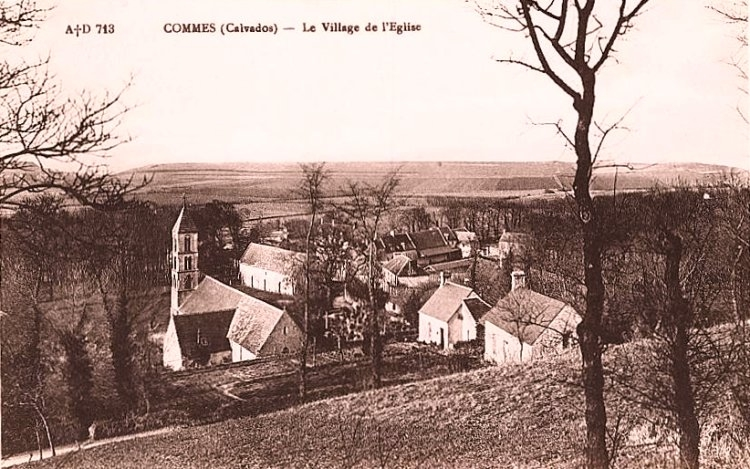

### Héraldique
| Blason de Commes | Blason  | Bandé d'azur et d'argent, au mont de sinople sommé d'un cavalier chevauchant contourné aussi d'argent, le tout brochant. |
| Blason de Commes | Détails | |